# رود آسا (قزاقستان)
رود آسا (به قزاقی: Asa) یک رود در قزاقستان است که در استان جامبیل واقع شده‌است.